# Irene Manning
Pour les articles homonymes, voir Manning.
Irene Manning est une actrice américaine née le 17 juillet 1912 à Cincinnati et morte le 28 mai 2004 à San Carlos (Californie).

## Filmographie
- 1936 – The Old Corral : Eleanor Spencer, ou Jane Edwards
- 1937 – Two Wise Maids : Ellen Southard
- 1937 – Michael O'Halloran : Leslie
- 1942 – La Glorieuse Parade (Yankee Doodle Dandy), de Michael Curtiz : Fay Templeton
- 1942 – Spy Ship : Pam Mitchell
- 1942 – Le Caïd (The Big Shot) : Lorna Fleming
- 1943 – Le Chant du désert (The Desert Song), de Robert Florey : Margot
- 1944 – L'amour est une mélodie (Shine on Harvest Moon), de David Butler : Blanche Mallory
- 1944 – Make Your Own Bed : Mrs. Vivian Whirtle
- 1944 – The Doughgirls : Mrs. Sylvia Cadman
- 1944 - Hollywood Canteen de Delmer Daves : Cameo
- 1945 – Escape in the Desert : Lora Tedder
- 1945 – I Live in Grosvenor Square : chanteuse U.S.O.